# Контарини, Гаспаро
Гаспаро Контарини (итал. Gasparo Contarini; 16 октября 1483, Венеция, Венецианская республика — 24 августа 1542, Болонья, Папская область) — итальянский кардинал, из знатного венецианского рода Контарини.

## Биография

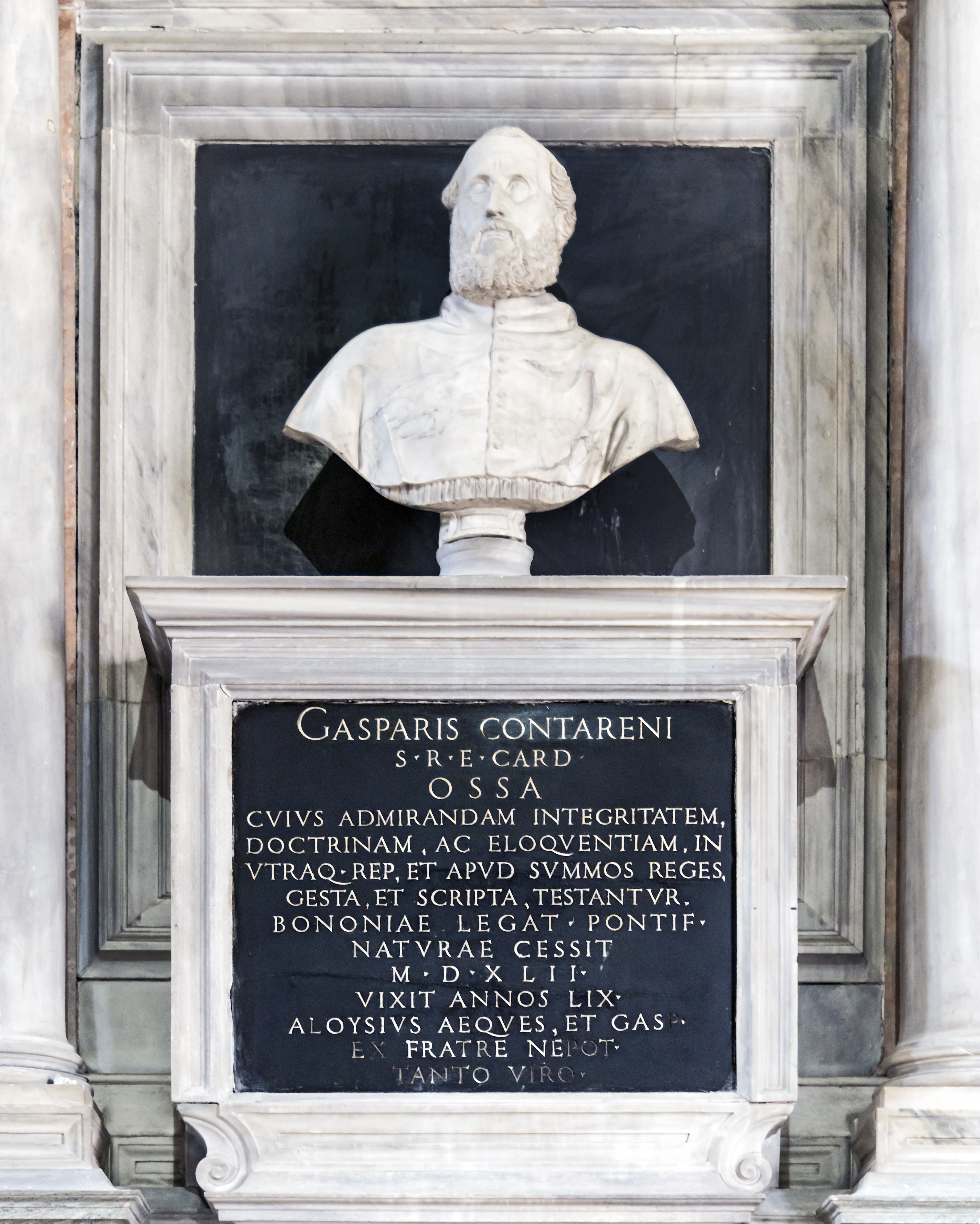
Его могила в церкви Мадонна дель Орто

Человек благочестивый, безукоризненной нравственности, отличавшийся терпимостью, Контарини стремился проникнуть в сущность христианского учения, не выдвигал на первый план внешнюю обрядность и почти одинаково с Лютером думал об оправдании посредством веры (его «Tractatus seu epistola de justificatione»). Неоднократно обращался он к папе Павлу III с представлениями о необходимости коренной церковной реформы (его «Concilium de emendanda ecclesia», Рим, 1538 год; в 1559 году занесен в индекс) и был избран папой в особо учрежденную комиссию для составления проекта преобразований; в этой комиссии Контарини всего более ратовал за улучшение нравственности духовенства. На сейме в Регенсбурге 1541 года Контарини стремился к примирению протестантов с Католической церковью, делал им даже значительные уступки, но действия его, не приведшие, впрочем, ни к каким результатам, не были вполне одобрены в Риме. Тем не менее папа назначил его своим легатом в Болонью. Контарини обладал обширной и весьма разносторонней эрудицией.
Ранние его сочинения — содержания, главным образом, философского («De immortalitate animae» — где он защищал против своего учителя Петра Помпонация возможность научных доказательств бессмертия души; «Rimae philosophiae compendium»), позднейшие — исключительно богословского. Собрание сочинений Контарини впервые издано в Париже, в 1571 году, затем, с искажениями в католическом духе — в Венеции, в 1589 году.

## Литература

De republica Venetorum, 1626.